# Xã Gibson, Quận Cameron, Pennsylvania
Xã Gibson (tiếng Anh: Gibson Township) là một xã thuộc quận Cameron, tiểu bang Pennsylvania, Hoa Kỳ. Năm 2010, dân số của xã này là 164 người.